# Kvalitativt forskningsinterview
 Denne artikel omhandler interviewet som kvalitativ forskningsmetode. For andre betydninger af interviews, se Interview (researchteknik).
 Der er for få eller ingen kildehenvisninger i denne artikel, hvilket er et problem. Du kan hjælpe ved at angive troværdige kilder til de påstande, som fremføres i artiklen.

Kvalitativt forskningsinterview er særlig for for interviewmetode til indsamling af kvalitativ empirisk data. Denne bruges i mange forskellige videnskabelige og faglige sammenhænge inden for f.eks. psykologi, samfundsvidenskab og humaniora. Det kvalitative forskningsinterview defineres forskelligt ud fra hvilken faglig disciplin, det indgår i som metode til frembringelse af viden. Metoden bruges til at indsamle eller skabe viden og analysere viden gennem interviewet. Formålet med det kvalitative forskningsinterview er opnå nuancerede beskrivelser i interviewsamtalen omkring et givent emne. Oftest er formålet at opnå detaljeret viden, hvor det interviewede subjekts livsverden danner ramme. Steinar Kvale beskriver den kvalitative interviewteknik indgående i sine tekster. 
| Samfundsvidenskab | Spire Denne artikel om samfundsvidenskab er en spire som bør udbygges. Du er velkommen til at hjælpe Wikipedia ved at udvide den. |